# I'm Taking Off
I'm Taking Off é o segundo álbum de estúdio do cantor estadunidense Nick Carter. O álbum foi lançado em 2 de fevereiro de 2011 no Japão. Ele alcançou o número oito no Japão. O primeiro single, "Just One Kiss", foi lançado em 28 de novembro nas rádios japonesas, atingindo a décima segunda posição no gráfico japonês Japan Hot 100.  O álbum foi lançado em seguida, nos EUA em 24 de maio de 2011 apenas no iTunes e Amazon. No iTunes foi incluída uma versão deluxe do álbum que incluía uma faixa bônus chamada "Remember", um remix de "Just One Kiss", o vídeo da música "Just One Kiss" e o vídeo musical de "I'm Taking Off".
O primeiro single "Just One Kiss foi lançado para o iTunes em 6 abril de 2011 nos EUA. Carter também lançou o álbum na Alemanha, Suíça e Áustria, em 3 de junho de 2011, enquanto o single "Just One Kiss" foi lançado 29 de abril de 2011. Em 9 de agosto de 2011 o álbum foi lançado no Canadá, com um single diferente, "Love Can't Wait". Na primeira semana de lançamento, o álbum vendeu 9.928 cópias, chegando ao oitava posto, antes de cair para o número dezessete na semana seguinte, vendendo 4.103 cópias. Em sua terceira semana na parada, ele vendeu mais 3.100 cópias, ficando na trigésima posição.

## Lista de faixas
| I'm Taking Off - edição padrão digital |                                          |         |  |
| N.º                                    | Título                                   | Duração |  |
| 1.                                     | "Burning Up" (com Britton "Briddy" Shaw) | 4:32    |  |
| 2.                                     | "Not the Other Guy"                      | 4:00    |  |
| 3.                                     | "So Far Away"                            | 2:59    |  |
| 4.                                     | "Addicted"                               | 4:14    |  |
| 5.                                     | "Special"                                | 4:06    |  |
| 6.                                     | "Falling Down"                           | 3:43    |  |
| 7.                                     | "Just One Kiss"                          | 3:19    |  |
| 8.                                     | "Great Divide"                           | 4:28    |  |
| 9.                                     | "Nothing Left to Lose"                   | 3:34    |  |
| 10.                                    | "Falling in Love Again"                  | 3:43    |  |
| 11.                                    | "I'm Taking Off"                         | 4:00    |  |

| I'm Taking Off - faixa bônus da edição japonesa |                       |                                     |                |         |  |
| N.º                                             | Título                | Compositor(es)                      | Produtores     | Duração |  |
| 12.                                             | "Jewel in Our Hearts" | Noriyuki Makihara Motoyama Kiyoharu | Mischke        | 5:03    |  |
| Duração total:                                  | Duração total:        | Duração total:                      | Duração total: | 47:12   |  |

| Conteúdo bônus em DVD – Edição limitada CD+DVD japonesa |                                       |         |  |
| N.º                                                     | Título                                | Duração |  |
| 1.                                                      | "Just One Kiss" (Vídeo)               | 3:46    |  |
| 2.                                                      | "Countdown to I'm Taking Off" (Video) | 4:04    |  |
| 3.                                                      | "Message"                             |         |  |

| I'm Taking Off - faixas bônus da edição alemã |                                            |                            |                |         |  |
| N.º                                           | Título                                     | Compositor(es)             | Produtores     | Duração |  |
| 12.                                           | "Coma"                                     | Dante Thomas Marcus Brosch | Brosch         | 3:28    |  |
| 13.                                           | "Beautiful Lie" (dueto com Jennifer Paige) | Carter Jennifer Paige Falk | Falk           | 3:22    |  |
| Duração total:                                | Duração total:                             | Duração total:             | Duração total: | 49:00   |  |

| I'm Taking Off - faixas bônus da edição deluxe estadunidense |                                           |                              |                              |         |  |
| N.º                                                          | Título                                    | Compositor(es)               | Produtores                   | Duração |  |
| 12.                                                          | "Remember"                                | Carter Carl Falk Sofia Toufa | Carl Falk                    | 3:43    |  |
| 13.                                                          | "Just One Kiss" (Dezzo & Tenenbaum remix) | Carter Muckala Ingram        | Marcus Brosch David Paulicke | 6:48    |  |
| 14.                                                          | "Just One Kiss (Vídeo)"                   | -                            | -                            | 3:46    |  |
| 15.                                                          | "Countdown to I'm Taking Off (Vídeo)"     | -                            | -                            | 4:04    |  |
| Duração total:                                               | Duração total:                            | Duração total:               | Duração total:               | 52:41   |  |

| I'm Taking Off - faixa bônus da edição canadense |                   |                           |                |         |  |
| N.º                                              | Título            | Compositor(es)            | Produtores     | Duração |  |
| 5.                                               | "Love Can't Wait" | Carter Shawn Desman Tebey | Shawn Desman   | 3:46    |  |
| Duração total:                                   | Duração total:    | Duração total:            | Duração total: | 45:56   |  |

| I'm Taking Off: Relaunched & Remixed |                                                  |         |  |
| N.º                                  | Título                                           | Duração |  |
| 1.                                   | "I'm Taking Off" (DJ Kevin Larock remix)         | 6:49    |  |
| 2.                                   | "I'm Taking Off" (Approaching Nirvana remix)     | 6:04    |  |
| 3.                                   | "I'm Taking Off" (B. Sensei remix)               | 3:33    |  |
| 4.                                   | "So Far Away" (Romey B. remix)                   | 3:36    |  |
| 5.                                   | "So Far Away" (Tinok Dubai remix)                | 3:19    |  |
| 6.                                   | "So Far Away" (Michael Van Erp remix)            | 3:48    |  |
| 7.                                   | "Love Can't Wait" (Stereotheif remix)            | 6:02    |  |
| 8.                                   | "Love Can't Wait" (Maxwell B Superstar remix)    | 4:58    |  |
| 9.                                   | "Not the Other Guy" (Saulius V Remix)            | 3:00    |  |
| 10.                                  | "Not the Other Guy" (Incorporated Element Remix) | 3:10    |  |
| 11.                                  | "Not the Other Guy"" (TinoVinco remix)           | 3:37    |  |
| 12.                                  | "Falling Down" (Savacan Extended Club remix)     | 9:48    |  |
| 13.                                  | "Falling Down" (Peaboo Remix)                    | 4:00    |  |
| 14.                                  | "Falling Down" (Final Conflict remix)            | 5:06    |  |
| 15.                                  | "Just One Kiss" (Dezzo and Tenenbaum remix)      | 6:47    |  |
| 16.                                  | "Just One Kiss" (Dezzo and Tenenbaum radio edit) | 3:43    |  |
| Duração total:                       | Duração total:                                   | 60:17   |  |

## Desempenho nas tabelas musicais

### Posições semanais
| Tabela musical (2011)              | Melhor posição |
| ---------------------------------- | -------------- |
| Alemanha - Offizielle Top 100      | 46             |
| Canadá - Billboard Canadian Albums | 12             |
| Japão - Oricon Albums Chart        | 8              |

## Histórico de lançamento
| Região         | Data                   | Formato                    | Gravadora                              | Ref.   |
| -------------- | ---------------------- | -------------------------- | -------------------------------------- | ------ |
| Japão          | 2 de fevereiro de 2011 | CD CD+DVD download digital | Sony Music Japan                       | [ 12 ] |
| Estados Unidos | 24 de maio de 2011     | CD download digital        | Kaotic, Inc Sony                       |        |
| União Europeia | 3 de junho de 2011     | CD download digital        | Glor Music Warner Music Central Europe |        |
| Canadá         | 9 de agosto de 2011    | CD download digital        | 604 Records Universal Music Canada     |        |